# Церква Святого Архистратига Михаїла (Новочеркаськ)
Церква Святого Архістратига Михаїла в Новочеркаському козачому юнкерському училище (рос. Церковь Святого Архистратига Михаила в Новочеркасском казачьем юнкерском училище) — церква при Новочеркаському козачому училище міста Новочеркаська Ростовської області (Росія). Училище існувало з 1869 по 1925 рік.

## Історія
Новочеркаське козацьке юнкерське училище Російської Імператорської, Донський і Російської армії було створено в 1869 році для підготовки офіцерів у донські козачі частини. Училище не мало своєї домової церкви. Це питання неодноразово піднімалося керівництвом навчального закладу. Практичне його вирішення почалося після того, як відставний урядник Усть-Медведицкой станиці Стефан Никифорович Дронов пожертвував Новочеркаському училищу близько 3500 рублів. Після цього начальник училища звернувся із запитом на дозвіл будівництва училищної церкви.
Закладка приміщення храму відбулася 9 травня 1898 року. Будівля церкви будувалася у вигляді одноповерхового цегляного, прибудованого до будинку козачого юнкерського училища на Платовском проспекті. Приміщення церкви мало всередині хори і зовнішню дзвіницю. Розміри церковної будівлі становили близько 40 метрів завдовжки, 8,5 метрів шириною і 6,4 метрів заввишки. Будівля козачого училища та прибудоване до нього приміщення церкви до теперішнього часу збереглося на розі Платовского проспекту і площі Єрмака.
24 вересня 1898 року церква в ім'я Святого Архістратига Михаїла освятив Преосвященний Іоан, Єпископ Аксайскій, вікарій Донський єпархії.
Училищним святом був: 8 (21) листопада — день Святого Архистратига Михаїла.
У храмі був різьблений липовий іконостас. Його ікони були написані на полотні. Частина ікон писали самі офіцери училища. Так, образ Спасителя був написаний в 1903 році підполковником, князем Д. А. Крапоткіним, а Образ Усікновення Честныя Глави Іоанна Хрестителя був написаний у тому ж році сотником Н. А. Красновим. Євангеліє було подаровано Єпископом Аксайским Іоанном.
На чільне місце в училищної церкви були вивішені дві чорні мармурові дошки.
На одній дошці були написані прізвища загиблого в Російсько-турецьку війну 1877-1878 років випускника училища хорунжого Гурбанова, і помер 1 січня 1905 року від ран, отриманих в Російсько-японську війну (1904-1905) під'єсаула Костянтина Михайловича Калініна.
На другій дошці були написані прізвища випускників училища, загиблих під час подій 1905-1907 років. Це під'єсаул Дмитро Степанович Бєлоглазов (17 січня 1907 р. у Санкт-Петербурзі), під'єсаул Петро Федорович Аврамов (3 квітня 1906 р. в місті Борисоглібськ), під'єсаул Гур'єв, хорунжий Володимир Петрович Чайкін і хорунжий Михайло Петрович Гугуєв (загинув 23 грудня 1906 року від вибуху бомби), хорунжий Никифор Аверкиевич Фірсов (помер 15 червня 1905 року в Венденском повіті).
24 березня 1920 року училище евакуювали в Крим, а в 1925 році воно було закрито.

## Священнослужителі
Першим настоятелем училищної церкви в ім'я Святого Архістратига Михаїла був священик Іоанникій Яржемський. Першим церковним старостою був урядник С. Н. Дронов. На кошти Дронова була написана ікона св. Архистратига Михаїла. Для цієї ікони в храмі був зроблений мармуровий кіот. Пізніше ікона висіла у великій залі училища корпусу на Єрмаковське проспекті.